# 空中給油機

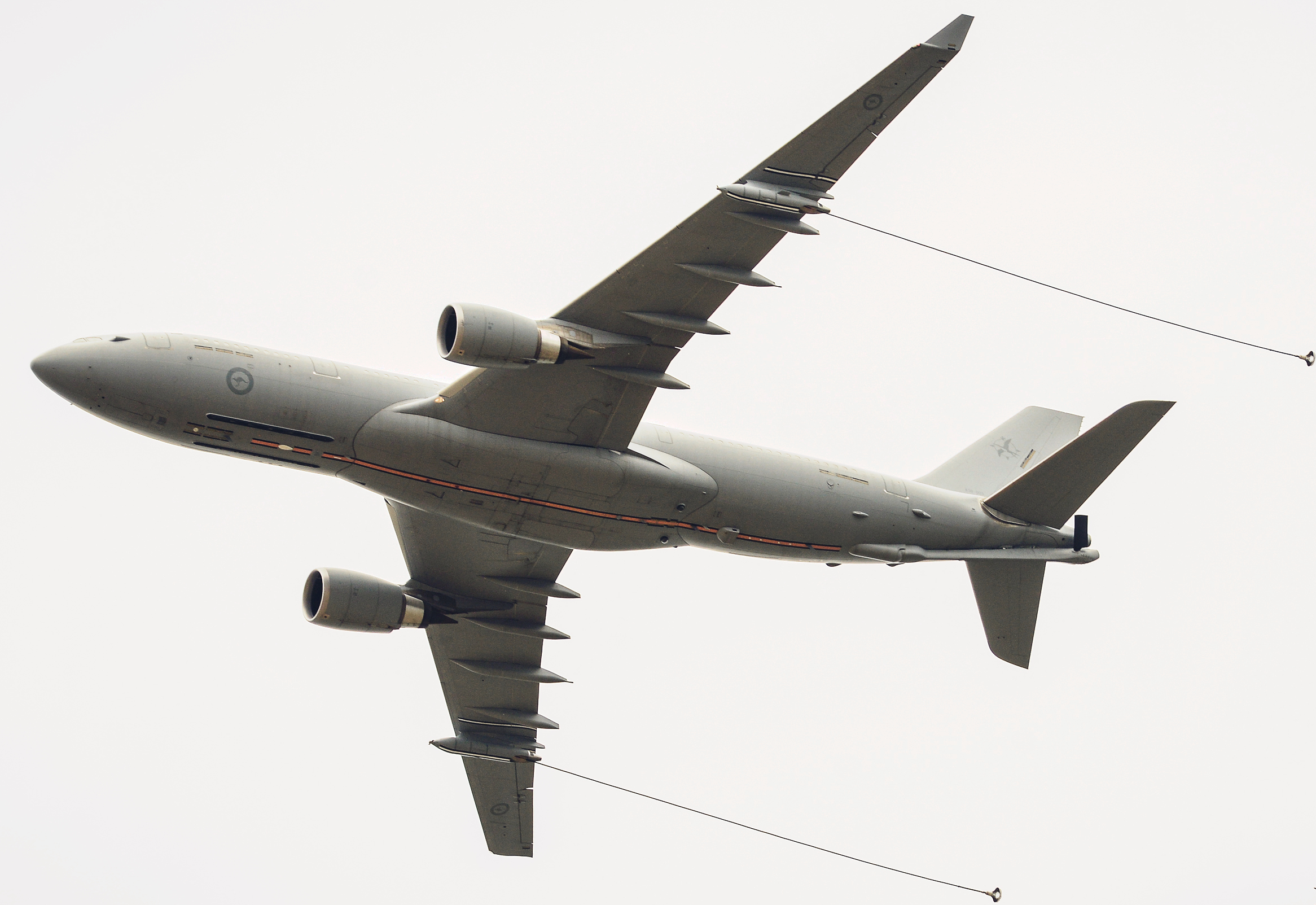
旅客機をベース機とした例(A330 MRTT)

空中給油機（くうちゅうきゅうゆき）とは、飛行中の他の航空機に対して航空燃料の給油（空中給油）を行う航空機のこと。「タンカー」とも呼ばれる。給油を受けた航空機（主に軍用機）の滞空時間を大幅に延ばすことができる。

## 概要
空中給油には様々な方式があるが、このうち、フライングブーム方式の場合はブーム操作員が必要であるなどシステムが大掛かりで、専用の機体が必要となる。最初期には大型爆撃機が改造母機とされていたが、後には旅客機・貨物機と共通化した設計が用いられるようになった。
一方、プローブアンドドローグ方式では給油機側に専任人員が不要なこともあって、戦闘機などでもポッド式の給油装置を装備すれば給油機として転換できる。またシステムが簡便であることもあって無人航空機（UAV）を給油機とすることも可能であり、2021年、アメリカ海軍はMQ-25を使用して戦闘機へ給油を成功させたことを発表した。
なお、空中給油専用機であっても、胴体内を全て燃料タンクにすると最大離陸重量を超えてしまい離陸できなくなってしまうため、燃料タンクとするのは胴体床下などの一部分に留め、他の部分は輸送スペースとして使用する場合が多い。アメリカ海兵隊や航空自衛隊などのKC-130の場合、追加燃料タンクを貨物室内に着脱式に搭載するようにすることで、必要に応じてこれを撤去して輸送機として使えるようになっている。一方、民間の旅客機・貨物機をもとにした機体の場合、専用の軍用輸送機と違って装甲車などの輸送には向かず、人員やコンテナ・パレット化された貨物に限定される一方、特に人員については、軍用輸送機よりも快適な状態で輸送することができる。このような特性もあり、航空自衛隊ではKC-767を「空中給油・輸送機」と呼称している。また航空医療後送 (AE)に用いられる場合もあり、新型コロナウイルス感染症の流行の際には、イタリアがKC-767を、ドイツがエアバス A310 MRTTを中華人民共和国へ派遣し、自国民を母国へ帰還させる手段として用いた。

## 給油ポッド
上記の通り、プローブアンドドローグ方式では、戦闘機などでもポッド式の給油装置を装備すれば給油機として転換できる。アメリカ海軍の空母航空団の場合、ペイロードが大きい艦上攻撃機・哨戒機をもとにした給油準専用機を配備しつつも、一般の艦上機にも給油装置を取り付けて運用しており、仲間内で給油を行うことからバディー・システムと称された。航空母艦では航空機の搭載スペースにも制約があることもあって、後に給油準専用機の配備は縮小し、バディー・システムが主体となっていった。
ダグラス社が開発したD-704給油ポッドは、400ガロン（1,514リットル）増槽を改造したもので、胴体下面か主翼下のハードポイントに吊り上げられるようになっている。D-704は300ガロン（1,135リットル）の燃料と、漏斗状のバスケット（ドローグ）を付した12メートル長のホースを内蔵しており、先端の風力原動機で発電される電力によってホースを伸縮させることができた。一方、同様にポッド式の給油装置ではあっても、KC-130などの給油専用・準専用機が搭載するものでは、ポッド内には燃料タンクを設けていない。

バディー・システムの使用例
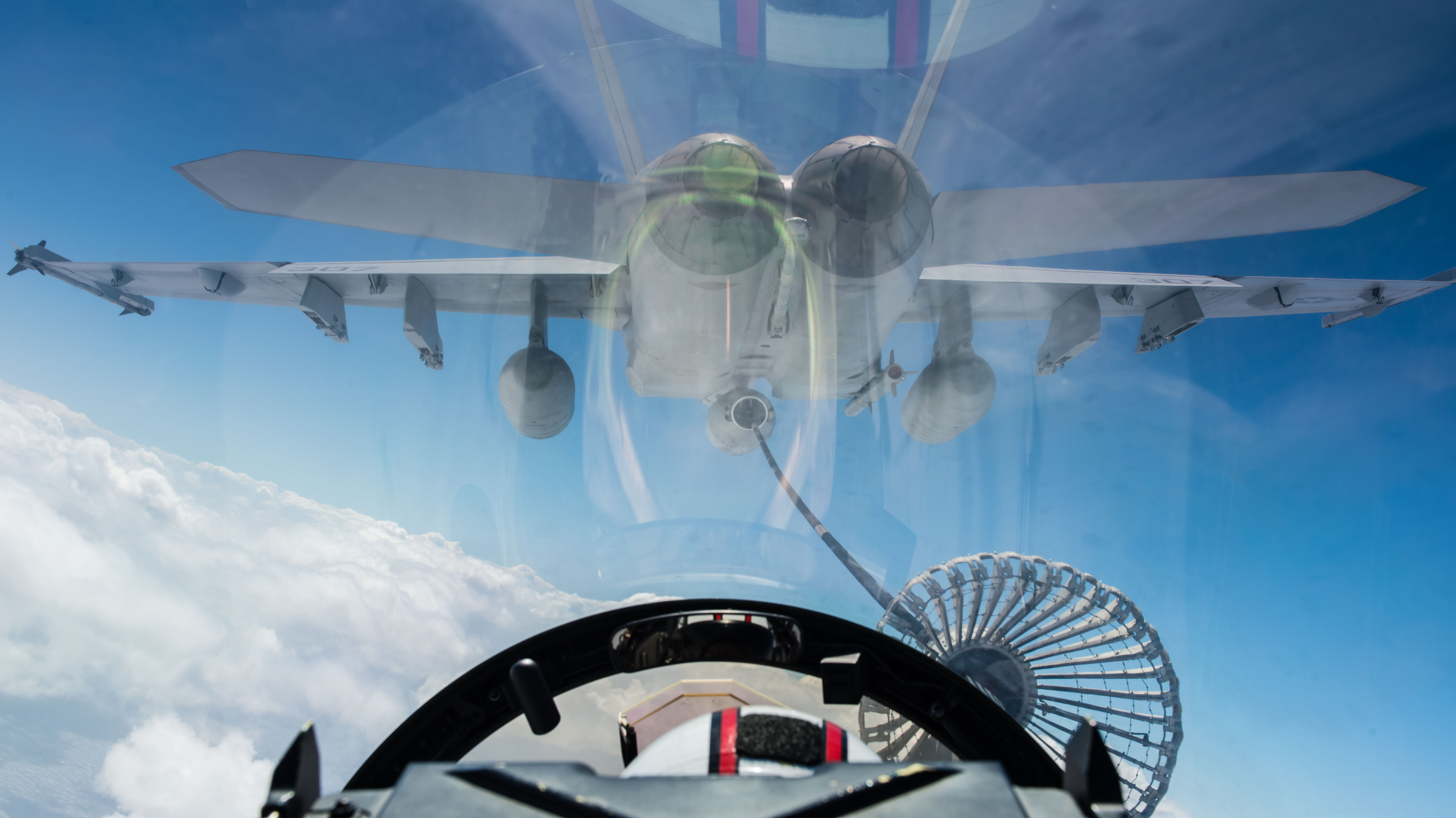
F/A-18Eが垂らしたホースについたドローグにプローブを接続して給油を受けるEA-18
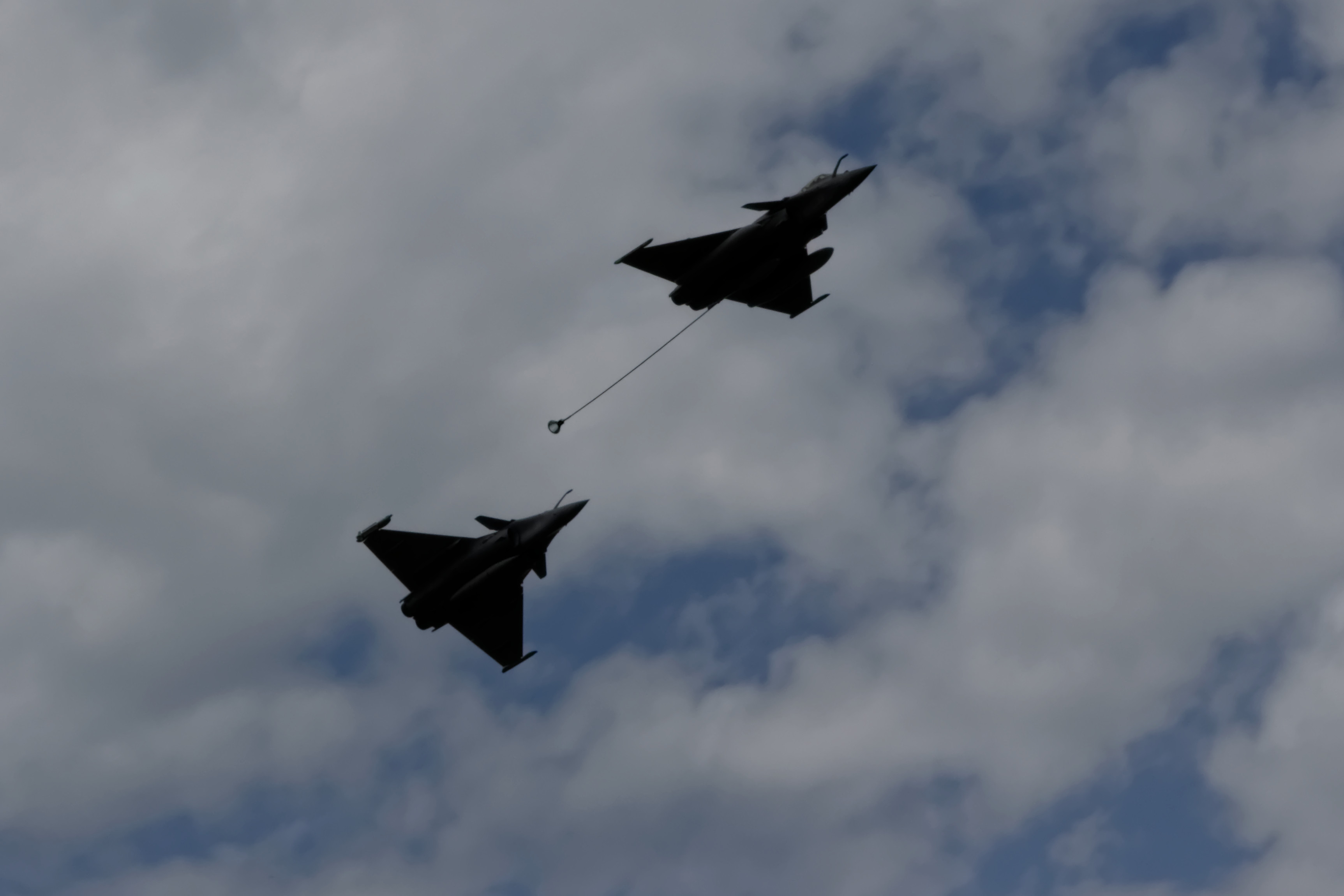
ラファール同士の給油

## 機種一覧
アメリカ合衆国
- KA-3B
- KA-6D
- KS-3A[注 1]
- KB-29
- KB-50
- KC-97
- KC-130
  - HC-130（英語版） - 捜索救難仕様
  - MC-130P/W - 特殊作戦仕様
- KC-135 - ボーイング367-80の空中給油機仕様
- KC-137 - ボーイング707の空中給油機仕様[注 2]
- KC-10 - DC-10の空中給油機仕様
- KC-767 - ボーイング767の空中給油機仕様
  - KC-46 - KC-767のアメリカ空軍仕様
- MQ-25（開発中）

 イギリス
- ハンドレページ ヴィクター K.1/K.1A/K.2
- ビッカース VC10
- トライスターK.1/KC.1

欧州共同
- エアバス A310 MRTT
  - CC-150（英語版）
- エアバス A330 MRTT
  - KC-45 - A330 MRTTのアメリカ空軍仕様[注 3]

 ソビエト連邦/ ロシア
- Il-78 - Il-76輸送機の空中給油機仕様
- Il-96-400TZ

 中国
- HY-6 - H-6爆撃機の空中給油機仕様
- 運油20（Y20） - 燃料搭載量100トン以上[9]

 ブラジル
- KC-390